# Stylidium glanduliferum
Stylidium glanduliferum este o specie de plante dicotiledonate din genul Stylidium, familia Stylidiaceae, ordinul Asterales, descrisă de Spencer Le Marchant Moore. Conform Catalogue of Life specia Stylidium glanduliferum nu are subspecii cunoscute.